# Астидамия (дочь Аминтора)
Астидамия (др.-греч. Ἀστυδάμεια) — персонаж древнегреческой мифологии. 
Дочь Аминтора (согласно Пиндару). Взята в плен Гераклом при разрушении города своего отца. Родила Гераклу сына Ктесиппа. Гесиод и Симонид называют её дочерью Ормена, Гомер же — Астиохой (матерью Тлеполема), а Ферекид — Астигенеей, дочерью Филанта.